# Cycling Weekly
Cycling Weekly é uma revista de ciclismo britânica, publicado pela TI Media que é dedicada ao desporto e passatempo do ciclismo. Costumava ser carinhosamente referido pelos ciclistas de clubes britânicos como "The Comic".

## História
O Cycling Weekly foi publicado pela primeira vez por Edmund Dangerfield como Cycling em 24 de janeiro de 1891. No século XIX tornou-se brevemente Cycling and Moting, quando dirigir um automóvel - "moting" - parecia substituir o ciclismo. As vendas em queda durante o cargo de redator de HH (Harry) England, que adotou o que era considerado uma visão tradicional do ciclismo e se opuseram à reintrodução de corridas em massa nas estradas, conforme proposto pela Liga Britânica de Ciclistas de Corridas, levaram ao aparecimento na década de 1950 de um semanário rival chamado The Bicycle e de um mensalmente intitulado Coureur e depois Sporting Cyclist. As duas revistas acabaram se unindo à Cycling .
O título mudou de mãos em várias ocasiões. Foi publicado pela Dangerfield Printing Company (1891 a 1894), depois Temple Press (1895 a 1964), Go Magazine (1964 a 1967) e Longacre Press (1967 a 1970) antes de ser publicado pelos seus atuais proprietários, IPC Magazines ( agora IPC Media) de 1970.
A contribuição mais duradoura da revista para o desporto foi a criação, em 4 de abril de 1930, da competição britânica Best All-Rounder (BBAR) para listas de tempo individuais, estabelecendo o ciclista que a revista considerava a melhor contra o relógio, calculando a velocidade dos competidores acima de 50 e 100 milhas e 12 horas. Oferecia um troféu ao vencedor a cada ano e um troféu para a equipe vencedora.
Em 1932, a cycling também lançou o The Golden Book of Cycling . Cada página homenageia um herói do ciclismo. O primeiro foi Frank Southall, que venceu a competição BBAR daquele ano e assinou a sua página antes de 7.000 ciclistas que participaram da entrega de prêmios BBAR no Royal Albert Hall, em Londres. O livro saiu de moda nos últimos anos.

## Campanhas iniciais
A revista estava ciente desde o início do perigo que ele percebida que os ciclistas estavam a partir do número crescente de carros e trams. A revista não se importava com a insistência de que os ciclistas exibissem uma luz traseira, o que considerou uma responsabilidade movida para evitar um acidente entre o motorista que ultrapassou e o ciclista que estava sendo ultrapassado. Mas havia outros quebra-cabeças a serem considerados, após a acusação de um ciclista que havia pendurado uma lanterna chinesa na sua máquina.
A cycling fez campanha contra as corridas femininas e se recusou a publicar resultados e depois, na década de 1940, se destacou contra a Liga Britânica de Ciclistas de Corrida na sua campanha para reintroduzir as corridas em massa para abrir estradas. Ele chamou a primeira corrida da organização de "Uma revolta sem esperança".

## A revista moderna
Em junho de 1957 procurava-se aumentar as vendas e publicidade, a Cycling introduziu páginas dedicadas a ciclomotores e a revista mudou o seu nome para Cycling & Mopeds . O movimento acelerou o declínio nas vendas até que, sob a insistência de um novo editor, Alan Gayfer, os ciclomotores foram abandonados e a revista ampliou a sua perspectiva para todas as formas de corridas na estrada, na pista, a ciclo-cross e turnês de bicicleta. Entre aqueles assumidos por Gayfer e que permaneceram no jornalismo de ciclismo estão o comentarista de televisão Phil Liggett e o autor Les Woodland.
Alan Gayfer deixou a Cycling em 1969 para trabalhar para a agência de notícias United Press do outro lado da Fleet Street, Londres, onde a Cycling então tinha os seus escritórios. Lá, ele também poderia relatar o seu outro amor: o boxe . Ele morreu de um ataque cardíaco enquanto andava de bicicleta no Canadá após a aposentadoria. Gayfer foi sucedido por Ken Evans, cujo interesse em testes de tempo a curta distância levou a uma competição paralela ao melhor poláco britânico: o troféu Campagnolo para corridas acima de 40 km (40 milhas) km). Durou apenas duas temporadas antes de ser considerado não valioso o esforço e as despesas. Evans renunciou ao trabalho com o revendedor de componentes Ron Kitching. Evans foi substituído por Martin Ayres. Por sua vez, foi seguido por Andrew Sutcliffe, editor do Cycle Trader. Sob Sutcliffe, a revista assumiu um conteúdo pictórico mais forte e as reportagens sobre o ciclismo doméstico, especialmente onde não se tratava de corridas, foram diminuídas em favor da cobertura das corridas continentais. Sutcliffe saiu para ajudar a formar uma empresa chamada Cabal Communications, administrada por outros ex-funcionários do IPC. A Cabal apresentou uma revista mensal chamada Procycling como rival da publicação mensal do IPC, Cycle Sport. O seu primeiro editor foi William Fotheringham, que também fazia parte da equipe do IPC. O substituto de Sutcliffe foi Robert Garbutt, atual editor. Membros significativos da equipe incluíram Sid Saltmarsh - editor adjunto de Alan Gayfer - que trabalhou anteriormente para o News Chronicle e a BBC e que estava reportando o Tour de France quando o ciclista inglês Tom Simpson morreu durante a corrida em 1967. Contribuintes recentes incluíram Tony Bell, Michael Hutchinson e Dave Lloyd.
O colaborador que mais serviu foi o cartunista Johnny Helms. Os seus desenhos eram uma peça regular da revista desde 6 de fevereiro de 1946 até à sua morte em novembro de 2009.

## Controvérsia
Em setembro de 2017, a Cycling Weekly foi forçada a pedir desculpas por uma legenda em uma imagem da revista que dizia " mulher atraente token " acima de uma imagem de Hannah Noel, que é membro feminina do Hinckley Cycling Race Club, localizado em Leicester, Inglaterra. A legenda foi notada por Carlos Fandango, membro do Hinckley Cycling, que twittou em uma foto junto com um pedido de desculpas.
“ Então, meu clube de ciclismo entrou no @cyclingweekly e isso aconteceu. Espero que o @cyclingweekly peça desculpas. Ainda há muito trabalho de igualdade para fazê-lo. ”
Hannah foi ao Facebook e postou;
" Eu entrei na Cycling Weekly,  pelo que parece não ser minha habilidade como ciclista, mas como uma 'mulher atraente' - estou absolutamente arrasada e decepcionada com a revista ", escreveu Noel no Facebook (via Telegraph). “ Não é realmente a razão pela qual eu gostaria de estar em uma revista, é sexista e depreciativa para as ciclistas. "
O editor da Cycling Weekly, Simon Richardson, insinuou que a legenda era um erro e culpou um funcionário de nível inferior pela sua inclusão. O pedido de desculpas dizia:
" Infelizmente, durante o processo de produção da revista, um membro da equipe de sub-edição decidiu escrever uma legenda idiota na foto de uma das integrantes do clube ".
" A legenda não é engraçada nem representativa da maneira como sentimos ou abordamos nosso trabalho" .
“ Gostaríamos de pedir desculpas sem reservas ao ciclista na fotografia. Essa terrível falta de julgamento por parte de um indivíduo é exatamente isso, e não um reflexo da cultura no escritório da CW . ”
O tweet de Fandango e o pedido de desculpas da Cycling Weekly provocaram centenas de respostas raivosas, muitas das quais culparam uma cultura de sexismo no desporto.